# 星斑真鯧
星斑真鯧（学名：Stromateus stellatus）為輻鰭魚綱鱸形目鯧亞目鯧科的其中一種，分布於東南太平洋區，從秘魯及智利海域，棲息深度10-70公尺，本魚體背部藍綠色，腹部銀白色，體背側具有許多暗藍色小細點，背鰭軟條47-50枚;臀鰭軟條41-44枚，體長可達25.1公分，棲息在中底層水域。
其种加词“stellatus”意为“星斑的”。